# Helophis schoutedeni
Helophis schoutedeni is een geslacht van slangen uit de familie toornslangachtigen en de onderfamilie waterslangen (Natricinae).

## Naam en indeling
De wetenschappelijke naam van de soort werd voor het eerst voorgesteld door Gaston-François de Witte in 1922. Oorspronkelijk werd de wetenschappelijke naam Pelophis schoutedeni gebruikt. Het is de enige soort uit het monotypische geslacht Helophis. Dit geslacht werd beschreven door Gaston-François de Witte en Raymond Ferdinand Laurent in 1942.
De soortaanduiding schoutedeni is een eerbetoon aan de Belgische zoöloog Henri Schouteden (1881-1972).

## Verspreidingsgebied
De soort komt voor in delen van Afrika en leeft in de landen Congo-Kinshasa en Congo-Brazzaville.
Adelophis ·
Afronatrix · 
Amphiesma · 
Amphiesmoides · 
Anoplohydrus · 
Aspidura ·
Atretium ·
Blythia ·
Clonophis · 
Fowlea ·
Haldea · 
Hebius ·
Helophis · 
Herpetoreas ·
Hydrablabes ·
Hydraethiops ·
Iguanognathus · 
Isanophis · 
Limnophis · 
Liodytes ·
Natriciteres ·
Natrix ·
Nerodia ·
Opisthotropis ·
Paratapinophis · 
Pseudagkistrodon · 
Regina ·
Rhabdophis ·
Rhabdops ·
Smithophis ·
Storeria ·
Thamnophis ·
Trachischium ·
Trimerodytes ·
Tropidoclonion · 
Tropidonophis ·
Virginia · 
Xenochrophis